# Lué (Burkina Faso)
Pour les articles homonymes, voir Lué.
Lué est une commune rurale située dans le département de Cassou de la province du Ziro dans la région du Centre-Ouest au Burkina Faso.